# Cephalobaena
Cephalobaena is een geslacht van kreeftachtigen uit de klasse van de Ichthyostraca.

## Soort
- Cephalobaena tetrapoda Heymons, 1922